# Argyrophis trangensis
Argyrophis trangensis är en ormart som beskrevs av Taylor 1962. Argyrophis trangensis ingår i släktet Argyrophis och familjen maskormar. Inga underarter finns listade i Catalogue of Life.
Denna orm förekommer på centrala Malackahalvön i södra Thailand. Arten lever i fuktiga skogar. Argyrophis trangensis gräver i lövskiktet och i det översta jordlagret. Honor lägger ägg.
Det är inget känt om populationens storlek och möjliga hot. I närheten av fyndplatsen finns skyddszoner. IUCN kategoriserar arten globalt som otillräckligt studerad.